# Leuchttürme Fort Kronschlot
Die vorderen und hinteren Leuchttürme Fort Kronschlot (auch oberes und unteres Leuchtfeuer von Nikolai) weisen auf das alte Knie des Kronstädter Schiffskanals hin, der auf dieser Route nicht mehr befahren wird. Sie stehen auf der Seefestung Kronschlot in der Newabucht südlich der Insel Kotlin bei Kronstadt in Nordwestrussland. Die Leuchttürme wurden 1857 erbaut und 1891 modernisiert und 1920 bzw. 2010 stillgelegt. An der Nordseite der Festung gibt es ein weiteres, aktives Leuchtfeuer.
| Illustration | Illustration    | Koordinaten          | seit            | Höhe           | Höhe           | Reichweite    | Code          | Nummer               |             |
| Illustration | Illustration    | Koordinaten          | seit            | Feuer          | Bau            |               | Code          | Nummer               |             |
| --- | --------------- | -------------------- | --------------- | -------------- | -------------- | ------------- | ------------- | -------------------- | ----------- |
| alternative Beschreibung | Fort Nikolai    | 59° 59′ N, 29° 45′ O | 1891 bis 1920er | 82 ft (25 m)   | 82 ft (25 m)   |               |               | UKHS C4012           | [ 3 ] [ 4 ] |
| alternative Beschreibung | Fort Kronschlot | 59° 59′ N, 29° 45′ O | 1891 bis 2010   | 39 ft (11,9 m) | 39 ft (11,9 m) |               |               | ARLHS ERU-314        | [ 5 ] [ 4 ] |
| Bild gesucht Die Wikipedia wünscht sich an dieser Stelle ein Bild vom hier behandelten Ort. Falls du dabei helfen möchtest, erklärt die Anleitung , wie das geht. BW | Nordspitze      | 59° 59′ N, 29° 45′ O | ?               | 23 ft (7 m)    | 10 ft (3 m)    | 1 sm (1,9 km) | Fl.W.4s (1+3) | UKHS C4014 NGA 13032 | [ 6 ]       |